# Карлес Перес
Карлес Перес Сайоль (ісп. Carles Pérez Sayol; нар. 16 лютого 1998, Ґранульєс) — іспанський футболіст, півзахисник Іспанської «Сельта Віго».  На правах оренди команду «Аріс» (Салоніки).

## Клубна кар'єра
Вихованець кількох барселонських клубів. На юнацькому рівні більшу частину кар'єри провів в «Барселоні». 3 жовтня 2015 року Перес дебютував у матчі за резервну команду, вийшовши на заміну в другому таймі замість Максі Ролона у виїзній грі Сегунди Б проти «Леванте Б» (0:0). 19 серпня 2017 року в поєдинку проти «Реал Вальядоліда» (2:1) Перес дебютував за цю команду в Сегунді. 
19 травня 2019 року в матчі проти «Ейбара» Перес дебютував за основну команду «Барселони» в Ла Лізі, замінивши в другому таймі Малкома. У своєму дебютному сезоні Перес став чемпіоном Іспанії. 25 серпня в поєдинку проти «Реал Бетіса» Карлес забив свій перший гол за «Барселону».
30 січня 2020 року перейшов в італійську «Рому» на правах оренди до 30 червня 2020 року з обов'язковим правом викупу. Через два дні він дебютував у складі «джаллороссі» у виїзній грі проти «Сассуоло» (2:4). 2022 року Перес допоміг команді виграти дебютний розіграш Ліги конференцій, зігравши в тому турнірі у 8 іграх, але у фінальному матчі проти «Феєнорда» (1:0) залишився на лаві запасних. Загалом протягом двох з половиною років відіграв за «вовків» 71 гру в усіх турнірах.
9 серпня 2022 року повернувся на батьківщину, приєднавшись на умовах оренди з правом викупу до клубу «Сельта Віго».

## Виступи за збірні
У 2015 році Перес потрапив в заявку юнацької збірної Іспанії на участь в юнацькому чемпіонаті Європи в Болгарії. На турнірі він зіграв у матчах проти збірних Австрії, Болгарії, Хорватії, Німеччини та Англії.
У 2019 році зіграв два матчі у складі молодіжної збірної Іспанії до 21 року

## Статистика виступів

### Статистика клубних виступів
Станом на 21 серпня 2022
| Сезон                   | Команда                 | Чемпіонат               | Чемпіонат | Чемпіонат | Національний кубок | Національний кубок | Національний кубок | Континентальні кубки | Континентальні кубки | Континентальні кубки | Інші змагання | Інші змагання | Інші змагання | Усього | Усього |
| Сезон                   | Команда                 | Ліга                    | Ігор      | Голів     | Ліга               | Ігор               | Голів              | Ліга                 | Ігор                 | Голів                | Ліга          | Ігор          | Голів         | Ігор   | Голів  |
| ----------------------- | ----------------------- | ----------------------- | --------- | --------- | ------------------ | ------------------ | ------------------ | -------------------- | -------------------- | -------------------- | ------------- | ------------- | ------------- | ------ | ------ |
| 2015–16                 | «Барселона Б»           | СДБ                     | 1         | 0         | -                  | -                  | -                  | -                    | -                    | -                    | -             | -             | -             | 1      | 0      |
| 2016–17                 | «Барселона Б»           | СДБ                     | 0         | 0         | -                  | -                  | -                  | -                    | -                    | -                    | -             | -             | -             | 0      | 0      |
| 2017–18                 | «Барселона Б»           | СД                      | 27        | 3         | -                  | -                  | -                  | -                    | -                    | -                    | -             | -             | -             | 27     | 3      |
| 2018–19                 | «Барселона Б»           | СДБ                     | 26        | 9         | -                  | -                  | -                  | -                    | -                    | -                    | -             | -             | -             | 26     | 9      |
| Усього за «Барселону Б» | Усього за «Барселону Б» | Усього за «Барселону Б» | 54        | 12        |                    | -                  | -                  |                      | -                    | -                    |               | -             | -             | 54     | 12     |
| 2018–19                 | «Барселона»             | ПД                      | 1         | 0         | КІ                 | 0                  | 0                  | -                    | -                    | -                    | -             | -             | -             | 1      | 0      |
| 2019-січ. 2020          | «Барселона»             | ПД                      | 10        | 1         | КІ                 | 1                  | 0                  | ЛЧ                   | 1                    | 1                    | -             | -             | -             | 12     | 2      |
| Усього за «Барселону»   | Усього за «Барселону»   | Усього за «Барселону»   | 11        | 1         |                    | 1                  | 0                  |                      | 1                    | 1                    |               | -             | -             | 13     | 2      |
| січ.-серп. 2020         | «Рома»                  | A                       | 14        | 1         | КІ                 | 0                  | 0                  | ЛЄ                   | 3                    | 1                    | -             | -             | -             | 17     | 2      |
| 2020–21                 | «Рома»                  | A                       | 21        | 2         | КІ                 | 1                  | 0                  | ЛЄ                   | 9                    | 1                    | -             | -             | -             | 31     | 3      |
| 2021–22                 | «Рома»                  | A                       | 19        | 1         | КІ                 | 1                  | 0                  | ЛК                   | 8                    | 2                    | -             | -             | -             | 28     | 3      |
| Усього за «Рому»        | Усього за «Рому»        | Усього за «Рому»        | 49        | 4         |                    | 2                  | 0                  |                      | 20                   | 4                    |               |               |               | 71     | 8      |
| 2022–23                 | «Сельта Віго»           | ПД                      | 2         | 0         | КІ                 | 0                  | 0                  | -                    | -                    | -                    | -             | -             | -             | 2      | 0      |
| Усього за кар'єру       | Усього за кар'єру       | Усього за кар'єру       | 116       | 17        |                    | 3                  | 0                  |                      | 21                   | 5                    |               | -             | -             | 140    | 22     |

## Досягнення
- Переможець Юнацької ліги УЕФА: 2017/18
- Чемпіон Іспанії: 2018/19
- Переможець Ліги конференцій УЄФА: 2021/22